# Kanton Garges-lès-Gonesse-Ouest
Kanton Garges-lès-Gonesse-Ouest is een voormalig kanton van het Franse departement Val-d'Oise. Kanton Garges-lès-Gonesse-Ouest maakte deel uit van het arrondissement Sarcelles en telde 17.780 inwoners (1999). Het werd opgeheven bij decreet van 17 februari 2014 met uitwerking in maart 2015

## Gemeenten
Het kanton Garges-lès-Gonesse-Ouest omvatte enkel een deel van de gemeente Garges-lès-Gonesse.